# Hanna Mikuć
Hanna Mikuć (ur. 8 sierpnia 1955 w Łodzi) – polska aktorka filmowa i teatralna.

## Życiorys
Urodziła się i wychowała w Łodzi. Jest córką aktorów Wandy Chwiałkowskiej i Bohdana Mikucia. Choć w dzieciństwie spędzała dużo czasu w teatrze, nie przejawiała zainteresowania aktorstwem – o zostaniu aktorką zadecydowała dopiero będąc uczennicą liceum. Ukończyła XXI Liceum Ogólnokształcące im. Bolesława Prusa w Łodzi w 1974, a następnie studia na Wydziale Aktorskim PWSFTviT im. Leona Schillera w Łodzi w 1978.
Po studiach występowała w warszawskich teatrach: Ateneum (1978–1982), Rozmaitości (1982–1991) oraz Dramatycznym (1991–1994). Po raz pierwszy w filmie pojawiła się – jeszcze jako uczennica – w epizodycznej roli łączniczki w Hubalu (1973). Główne role zagrała w filmach reżyserowanych przez Stanisława Różewicza: w Pensji pani Latter (1982), ekranizacji Emancypantek Bolesława Prusa, zagrała  Madzię Brzeską, a jedną z najważniejszych aktorskich kreacji stworzyła w Kobiecie w kapeluszu (1984) – zagrała w nim młodą aktorkę Ewę, której zbytnio nie układa się w życiu, zarówno zawodowym, jak i osobistym. Rola przyniosła jej Nagrodę im. Zbyszka Cybulskiego.
Wyraziste role zagrała także w filmach Wojciecha Jerzego Hasa – w Nieciekawej historii (1982) zagrała wychowankę profesora medycyny, a w Pismaku (1984) wcieliła się w kochankę byłego zakonnika, wplątanego w krwawą aferę miłosną. Kluczowe role wykreowała w filmach Marka Nowickiego: w utrzymanym w poetyce erotycznego horroru Widziadle (1983) i Spowiedzi dziecięcia wieku (1985). Jedną z bardziej znanych ról stworzyła w Seksmisji (1983), gdzie zagrała strażniczkę Lindę.
W latach 90. skupiła się na życiu rodzinnym, rezygnując z kariery teatralnej i sporadycznie występowała w filmach. W 2001 miał premierę film Pieniądze to nie wszystko, w którym zagrała drugoplanową rolę; w tym samym roku dołączyła do stałej obsady serialu M jak miłość, w którym wciela się w Krystynę Filarską-Marszałek. W następnych latach wystąpiła w pojedynczych odcinkach trzech seriali telewizyjnych.

## Życie prywatne
Jest wdową po operatorze filmowym Piotrze Sobocińskim, z którym ma dwóch synów, Piotra i Michała, także operatorów filmowych, oraz córkę Marię, aktorkę.

## Filmografia
Filmy i seriale
- 1973: Hubal jako łączniczka
- 1976: Zagrożenie jako dziewczyna pytająca o schody odeskie
- 1976: Honor dziecka jako Krysia Boratyńska, nieślubna córka generała
- 1976: Daleko od szosy jako młoda matka w kolejce do pediatry w spółdzielni lekarskiej (odc. 2)
- 1977: Wszyscy i nikt jako czarnowłosa
- 1978: Zmory jako Balbina
- 1978: Sowizdrzał świętokrzyski jako szlachcianka
- 1978: Do krwi ostatniej... jako Krysia, żołnierz I Dywizji
- 1979: Do krwi ostatniej jako Elżbieta, żołnierz I Dywizji
- 1981: Ryś jako dziewczyna w ciąży
- 1981: Przypadki Piotra S. jako dziewczyna podrywająca Piotra
- 1981: Najdłuższa wojna nowoczesnej Europy jako Magda Skorupko, narzeczona Tomka Gierusza (odc. 13)
- 1982: Smak czekolady jako Ewa
- 1982: Przesłuchanie jako kobieta w szpitalu więziennym
- 1982: Pensja pani Latter jako Madzia Brzeska
- 1982: Nieciekawa historia jako Katarzyna
- 1983: Widziadło jako Paulina, opiekunka dzieci Strumieńskiego
- 1983: Seksmisja jako Linda, strażniczka mężczyzn
- 1984: Pismak jako kochanka Sykstusa
- 1984: Kobieta w kapeluszu jako Ewa
- 1985: Spowiedź dziecięcia wieku jako Brygida Pierson
- 1989: Głuchy telefon jako Katarzyna, żona Tomasza
- 1990: Prominent jako pielęgniarka
- 1993: Taranthriller jako Joanna, żona docenta
- 1997: Łóżko Wierszynina jako „Olga”
- 2001: Pieniądze to nie wszystko jako Janina
- od 2001: M jak miłość jako Krystyna Filarska-Marszałek
- 2004: Pensjonat pod Różą jako Edyta Kopaszewska, matka „Młodego” (odc. 25)
- 2009: Na dobre i na złe jako Lidia (odc. 374)
- 2017: Ojciec Mateusz jako Regina Walczak, ciotka Agaty (odc. 215)

Dubbing
- 1976: Ja, Klaudiusz – Helena
- Pogoda dla bogaczy

## Nagrody
- 1984: Nagroda im. Zbyszka Cybulskiego przyznawana przez tygodnik „Ekran”
- 1987: Nagroda Artystyczna Młodych im. Stanisława Wyspiańskiego II stopnia w dziedzinie teatru „za dotychczasowe osiągnięcia aktorskie, ze szczególnym uwzględnieniem kreacji w filmie Kobieta w kapeluszu”[1]